# تیرامین (آذرشهر)
تیرامین یکی از روستاهای استان آذربایجان شرقی است که در دهستان شهرک بخش ممقان شهرستان آذرشهر واقع شده است. این روستا تنها روستای بخش ممقان است.